# South Bay (Doumer-Insel)
Die South Bay (englisch für Südbucht; in Argentinien Bahía del Faro, spanisch für Leuchtturmbucht) ist eine 700 m breite Bucht an der Südwestküste der Doumer-Insel im Palmer-Archipel westlich der Antarktischen Halbinsel. Ihre Einfahrt wird nordwestlich durch das Kap Kemp und südöstlich durch den Py Point begrenzt. Nord- und Ostufer der Bucht sind geprägt durch Eiskliffs, am Südufer befindet sich ein felsiger Strand.
Teilnehmer der British Graham Land Expedition (1934–1937) unter der Leitung des australischen Polarforschers John Rymill kartierten die Bucht im Februar 1935 und benannten sie nach ihrer geographischen Lage. Wissenschaftler einer argentinischen Expedition (1948–1949) benannten sie dagegen nach dem 1947 am Py Point errichteten Leuchtfeuer. Chilenische Wissenschaftler errichten 1962 an ihrem Nordufer die Yelcho-Station. Ein 96 Hektar großes Gebiet der Bucht ist als besonders geschützten Gebiet Nr. 146 (Antarctic Specially Protected Area No 146) deklariert, um ein langfristig angelegtes meeresökologisches Forschungsprogramm Chiles frei von Störungen zu halten.